# Patrick Deniau
Pour les articles homonymes, voir Deniau.
Patrick Deniau est un réalisateur français.

## Filmographie

### Département animation

#### Cinéma
- 1976 : Les 12 travaux d'Astérix
- 1978 : La ballade des Dalton
- 1979 : Pluk, naufragé de l'espace

#### Courts-métrages
- 1985 : L'enfant de la haute mer

#### Télévision

##### Séries télévisées
- 1992 : Robin des Bois Junior
- 1992 : La légende de Croc Blanc
- 1994 : Albert le 5ème mousquetaire
- 1995 : Robinson Sucroë
- 2002 : Allo la Terre, ici les Martin
- 2004 : Creepschool
- 2005 : Hotel Bordemer
- 2006 : Spirou et fantasio

### Réalisateur

#### Courts-métrages
- 1985 : L'enfant de la haute mer
- 1987 : Le Petit Cirque de toutes les couleurs